# Делфтський Центр Вермера
52°00′44″ пн. ш. 4°21′34″ сх. д. / 52.01222° пн. ш. 4.35944° сх. д.
Делфтський Центр Вермера - інформаційний центр, присвячений творчості Яну Вермеру та творчості його сучасників у Делфті.
Ян Вермер - один з найславетніших нідерландських живописців Золотої доби, який народився 1632 року в Делфті, де жив і творив усе своє життя.

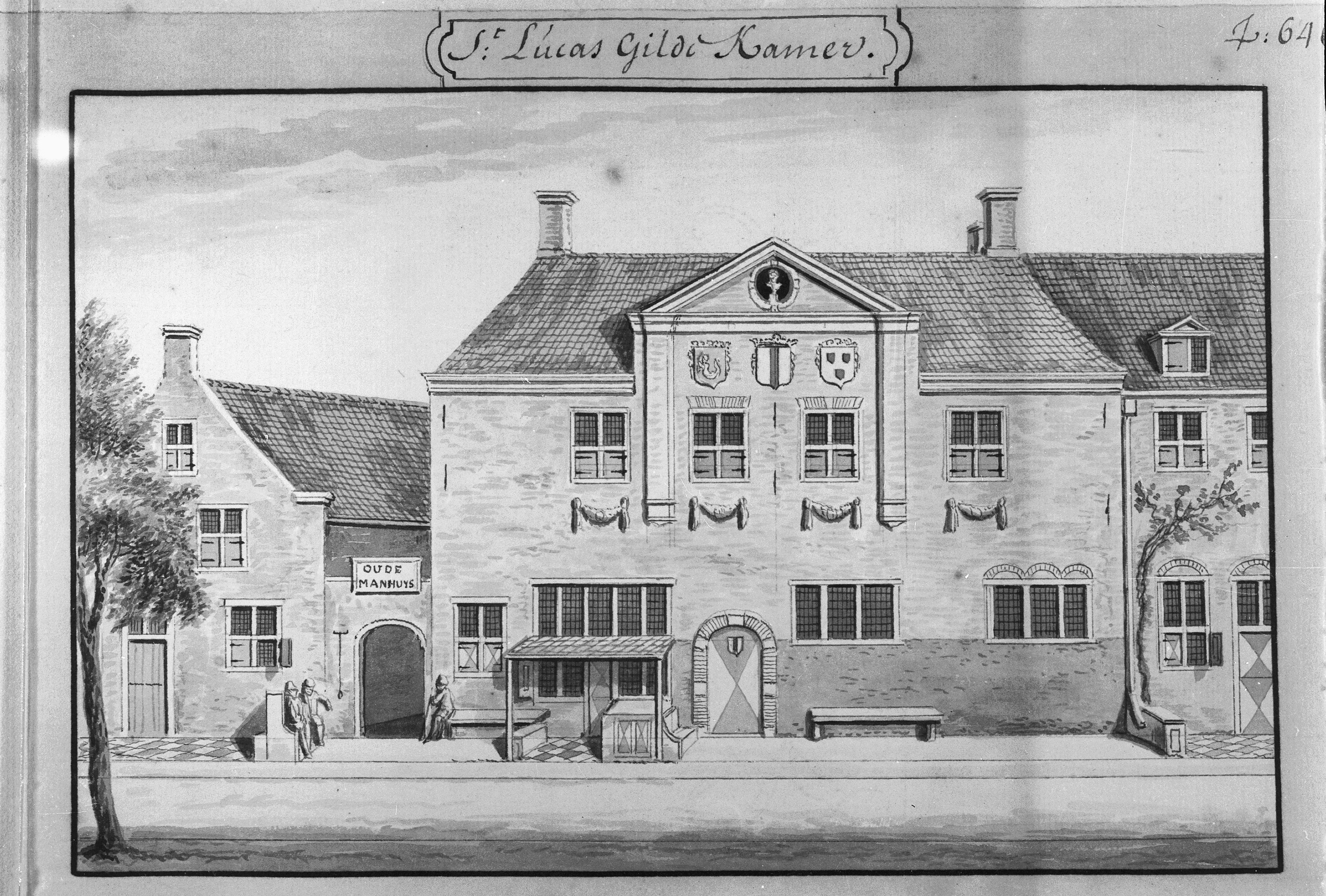
Гравюра будинку Дельфтської гільдії Св. Луки 1730-х років, автор Абрахам Редемакер

## Локація
Центр Вермера відкрився в 2007 році і повністю управляється волонтерами. Він розташований на каналі Вольдерсґрахт у відновленому історичному будинку колишньої гільдії Святого Луки склярів, художників, книгодрукарів і гончарів в центрі Делфту біля Ринку. 1654 року Ян Вермер приєднався до гільдії Святого Луки. Він  обирався головою гільдії живописців у 1662 році, а також у 1663, 1670 і 1671 роках.

## Діяльність Центру Вермера
Центр виконує роль музею, хоча технічно він не володіє оригінальними експонатами, і тому не отримав нідерландського статусу "Музей". У Центрі працює постійна виставка, яка висвітлює інформацію про період, коли жив Вермер, про студію, в якій він працював. Хоча у Центрі немає жодної автентичної картини Вермера, та це єдине місце у світі, де всі 37 картин Вермера можна розглядати як повноформатні репродукції. Це дає відвідувачеві повне уявлення про етапи його творчості та доробок на фоні висвітлення творчості його сучасників та подій, які відбувалися за його життя.  Відвідувачі можуть самі експериментувати з камерою обскури. Також на 12-метровому екрані можна побачити фільм, у якому висвітлюється життя Вермера в Делфті.  
На другому поверсі експонується виставка "Любовні послання Вермера", присвячена  методам його творчості, поясненню символіки, яку Вермер вклав у свої картини, обговорюється його увага до кольору, світла та перспективи. Відвідувачі тут вчаться бачити те, про що хотіли розповісти художники 17 століття. Тут є також можливість для відвідувачок позувати для картини як Пані, яка пише листа зі своєю служницею. 
Кількість відвідувачів Центру Вермера постійно збільшується: у 2011 році їх було 35 000. Центр працює сім днів на тиждень, екскурсії проводять для груп, а для окремих відвідувачів організовують безкоштовну аудіо-екскурсію, яка проводить їх через  усі кімнати центру та надає додаткову інформацію про картини та інші об’єкти, повз які вони проходять. Усі приміщення Центру доступні для людей на інвалідних візках. 
В Нідерландах можна побачити лише сім картин Вермера: в Національному музеї в Амстердамі та в музеї Мауріцгейс в Гаазі. 

## Зовнішні посилання
- Website van Vermeer Centrum Delft [Архівовано 7 жовтня 2011 у Wayback Machine.]